# Hubert Kaufhold
Hubert Kaufhold (* 19. März 1943 in Braunschweig) ist ein deutscher Rechtswissenschaftler und Orientalist.

## Leben
Von 1949 bis 1962 besuchte er die Volksschule und die Große Schule in Wolfenbüttel. Das Studium der Rechtswissenschaft (1962–1966) in Münster, München und Göttingen schloss er 1966 mit der ersten juristischen Staatsprüfung ab. Von 1966 bis 1969 setzte er das bereits neben dem juristischen Studium betriebene Studium der Orientalistik (Philologie des Christlichen Orients, Semitistik, Judaistik) in Göttingen und München fort. Von 1969 bis 1970 war er wissenschaftlicher Assistent für Antike Rechtsgeschichte am Leopold-Wenger-Institut der Universität München, wo er 1970 zum Dr. phil. (Hauptfach: Philologie des Christlichen Orients, Nebenfächer: Semitistik und Römisches Recht) promoviert wurde. Von 1970 bis 1973 absolvierte er den juristischen Vorbereitungsdienst und war gleichzeitig (1971–1973) Fakultätsassistent der juristischen Fakultät der Universität München. Nach der Promotion zum Dr. jur. in München und der zweiten juristischen Staatsprüfung 1973 war er von 1973 bis 2008 Staatsanwalt und Richter in München.
Seit 1977 hat er einen Lehrauftrag der juristischen Fakultät der Universität München für Rechtsgeschichte des Christlichen Orients. Seit 1979 gibt er die Zeitschrift Oriens Christianus mit heraus. Seit 1986 lehrt er als Honorarprofessor für Antike Rechtsgeschichte, insbesondere das Recht des Christlichen Orients, an der juristischen Fakultät der Universität München. Von 1991 bis 2015 war er Vorsitzender der Sektion für die Kunde des Christlichen Orients der Görres-Gesellschaft. Seit 1992 ist er korrespondierendes Mitglied der Österreichischen Akademie der Wissenschaften (philosophisch-historische Klasse). Seit 1996 ist er Mitglied des Editorial Board der elektronischen Zeitschrift Hugoye. Journal of Syriac Studies. Seit 1999 ist er Mitglied des Direktoriums des Instituts der Görres-Gesellschaft in Jerusalem. Das Studium des Kirchenrechts (2007–2010) am Klaus-Mörsdorf-Studium für Kanonistik der Universität München schloss er 2013 mit der Promotion zum Lizentiaten des Kanonischen Rechts (Lic. iur. can.) ab. Seit 2008 ist er Mitglied der Forschungsstelle Christlicher Orient der Katholischen Universität Eichstätt-Ingolstadt.
Die Bayerische Akademie der Wissenschaften verlieh Kaufhold 2011 den Akademiepreis. Der syrisch-orthodoxe Patriarch Ignatius Zakka I. Iwas verlieh ihm 2013 den St.-Ephräm-Orden. Das Erzbistum München und Freising zeichnete ihn 2015 mit dem Audomar-Scheuermann-Studienpreis aus. Seit 2017 ist er Mitglied der orientalischen Klasse der Academia Ambrosiana in Mailand. 2024 erhält Kaufhold den Ehrenring der Görres-Gesellschaft.

## Schriften (Auswahl)
- Syrische Texte zum islamischen Recht. Das dem nestorianischen Katholikos Johannes V. bar Aḇgārē zugeschriebene Rechtsbuch (= Abhandlungen der Bayerischen Akademie der Wissenschaften. Philosophisch-Historische Klasse. NF. Heft 74). Verlag der Bayerischen Akademie der Wissenschaften, München 1971, ISBN 3-7696-0096-X (zugleich Dissertation, München 1971).
- Die Rechtssammlung des Gabriel von Baṣra und ihr Verhältnis zu den anderen juristischen Sammelwerken der Nestorianer (= Münchener Universitätsschriften – Juristische Fakultät, Abhandlungen zur rechtswissenschaftlichen Grundlagenforschung. Band 21). Schweitzer, Berlin 1976, ISBN 3-8059-0386-3 (zugleich Dissertation, München 1973).
- Syrische Handschriften juristischen Inhalts in südindischen Bibliotheken (= Veröffentlichungen der Kommission für Antike Rechtsgeschichte. Nummer 5) (= Österreichische Akademie der Wissenschaften. Philosophisch-Historische Klasse. Sitzungsberichte 535). Verlag der Österreichischen Akademie der Wissenschaften, Wien 1989, ISBN 3-7001-1632-2.
- als Herausgeber: Oriens Christianus. Hefte für die Kunde des christlichen Orients. Gesamtregister für die Bände 1 (1901) bis 70 (1986). Harrassowitz, Wiesbaden 1989, OCLC 606074859.
- mit Ludwig Burgmann: Bibliographie zur Rezeption des byzantinischen Rechts im alten Rußland sowie zur Geschichte des armenischen und georgischen Rechts (= Forschungen zur byzantinischen Rechtsgeschichte. Band 18). Löwenklau-Gesellschaft, Frankfurt am Main 1992, ISBN 3-923615-13-2.
- als Herausgeber: Die armenischen Übersetzungen byzantinischer Rechtsbücher. Erster Teil: Allgemeines. Zweiter Teil: Die „Kurze Sammlung“  (= Forschungen zur byzantinischen Rechtsgeschichte. Band 21). Löwenklau-Gesellschaft, Frankfurt am Main 1997, ISBN 3-923615-17-5.
- als Herausgeber mit Walter Selb: Das Syrisch-römische Rechtsbuch (= Veröffentlichungen der Kommission für Antike Rechtsgeschichte. Nummer 9) (= Österreichische Akademie der Wissenschaften. Philosophisch-Historische Klasse. Denkschrift 295). Verlag der Österreichischen Akademie der Wissenschaften, Wien 2002, ISBN 3-7001-3007-4.
- Christlicher Orient und schwäbische Heimat. Leben und Werk von Prälat Professor Dr. theol. Dr. phil. Georg Graf (15. März 1875 – 18. September 1955). Katalog der Ausstellung im Rathaus Dillingen a. d. Donau anläßlich der Gedenkveranstaltungen zum fünfzigsten Todestag Georg Grafs am 17. und 18. September in Dillingen. Ergon-Verlag, Würzburg 2005, ISBN 3-89913-489-3.
- als Herausgeber: Georg Graf: Christlicher Orient und schwäbische Heimat. Kleine Schriften. Anläßlich des 50. Todestages des Verfassers (= Beiruter Texte und Studien. Band 107). Ergon-Verlag, Würzburg 2005, ISBN 3-89913-488-5.
- als Herausgeber: Kleines Lexikon des christlichen Orients. Harrassowitz, Wiesbaden 2007, ISBN 3-447-05382-8.
- Zur Datierung nach christlicher Ära in den syrischen Kirchen (= Analecta Gorgiana. Band 125). Gorgias Press, Piscataway 2009, ISBN 978-1-60724-038-9.
- Franciscus Peña und der Inquisitionsprozeß nach seiner „Introductio seu Praxis Inquisitorum“ (= Münchener Theologische Studien. III. Kanonistische Abteilung. Band 67). EOS, Sankt Ottilien 2014, ISBN 978-3-8306-7684-3 (zugleich Lizentiatsarbeit, München 2013).
- Ebedjesus von Nisibis: „Ordo iudiciorum ecclesiasticorum“. Eine Zusammenstellung der kirchlichen Rechtsbestimmungen der ostsyrischen Kirche im 14. Jahrhundert. Wiesbaden 2019, ISBN 3447112948.